# William de Braose, 1. Baron Braose
William de Braose, 1. Baron Braose (auch William de Briouze; * 1220; † 6. Januar 1291), war ein englischer Adliger und Marcher Lord.

## Herkunft und Jugend
William entstammte der alten cambro-normannischen Familie Braose und war der älteste Sohn von John de Braose und dessen Frau Margaret, einer Tochter von Llywelyn ab Iorwerth. Er war 12 Jahre alt, als sein Vater starb. Die Vormundschaft für ihn und sein Erbe übernahm Peter de Rivallis, nach dessen Sturz 1234 der Bruder des Königs, Richard von Cornwall.

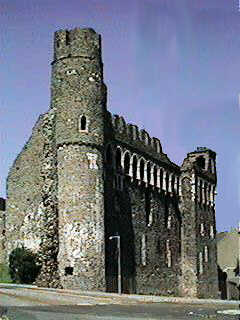
Die Ruine der Neuen Burg von Swansea Castle

## Leben
William wurde 1241 für volljährig erklärt und wurde erhielt die Kontrolle über die ihm von seinem Vater hinterlassenen Ländereien, nämlich insbesondere die feudale Baronie Bramber in Sussex und die Marcher Lordship Gower in Wales. Mit dem der letzteren benachbarten walisischen Fürsten Rhys Fychan, dem Herrn von Dinefwr Castle in Ystrad Tywi, führte er einen langjährigen Grenzkonflikt. Rhys Fychan zerstörte 1252 eine von William errichtete „neue Burg“, deren Lage nicht mehr genau bestimmt werden kann, 1257 überfiel er in einem neuen Englisch-Walisischen Krieg Gower und plünderte es. Wegen dieser Bedrohung baute William seine Burgen in Gower aus, neben Loughor und Pennard Castle vor allem seine Hauptresidenz Oystermouth Castle. Swansea Castle ließ er ebenfalls weiter verstärken, aber auch durch einen prächtigen, New Castle genannten Bau erweitern. Eine andere Bedrohung für seine Herrschaft war der Earl of Warwick, der ein Gerichtsverfahren gegen William führte, um die Abtretung von Gower durch seine Vorfahren 1184 rückgängig zu machen. Dieses Verfahren konnte William jedoch 1278 gewinnen.
Von 1277 bis 1283 musste er sich an den Kriegen von König Eduard I. zur Eroberung von Wales beteiligen. Nach Abschluss der Eroberung besuchte ihn der König während seiner Rundreise durch Wales im Dezember 1284 in Oystermouth Castle. Bei der Rebellion des Rhys ap Maredudd konnten die Aufständischen 1287 kurzzeitig Oystermouth Castle besetzten, im Gegenzug waren Truppen unter seinem Sohn William im Januar 1288 führend an der Eroberung von Newcastle Emlyn Castle, dem letzten Stützpunkt von Rhys ap Maredudd, beteiligt. Im April und Mai 1290 nahm William als Baron Braose am königlichen Parlament Eduards I. teil, weshalb angenommen wird, dass dieser ihn durch Writ of Summons zum erblichen Peer erhoben hatte. Er starb am 6. Januar 1291 und wurde in der Priorei von Sele begraben.

## Familie und Nachkommen
Er war dreimal verheiratet, in erster Ehe mit Alina, Tochter von Thomas de Multon, Gutsherr von Burgh-on-Sands in Cumberland. Alina brachte aus dem Nachlass ihrer Mutter Maud de Vaux das Gut Thorganby in Yorkshire mit in die Ehe. Aus der Ehe ging sein Sohn und Erbe William de Braose hervor. In zweiter Ehe heiratete er Agnes, eine Tochter von Nicholas de Moels, Gutsherr von Cadbury in Somerset und Verwalter der königlichen Burgen von Cardigan und Carmarthen. Durch diese Ehe erwarb er das Gut Woodlands in Dorset. Mit Agnes hatte er einen Sohn, Giles, Lord of Knolton and Woodlands. 
In dritter Ehe heiratete er um 1271 Mary († 1326), eine Tochter von Robert de Ros, der am Aufstand der Barone 1264/65 beteiligt gewesen war, aber nach der Schlacht von Evesham von Prinz Eduard begnadigt wurde. Aus dieser Ehe gingen die Kinder Richard of Tetbury, Peter of Tetbury, Margaret und William hervor. Um die aus seinen Ehen herführenden Erbansprüche führte er mehrere Gerichtsverfahren. Sein ältester Sohn William erbte Bramber und Gower, sein Sohn Giles aus zweiter Ehe erbte Woodlands, sein Sohn Richard aus dritter Ehe erbte Tetbury.